# Список послов СССР и России в Чехии
В статье представлен список послов СССР и России в Чехии (до 1993 года — Чехословакии).

## Хронология дипломатических отношений
- 5 июня 1922 г. — подписан договор об установлении торгово-экономических отношений.
- 9 июня 1934 г. — установлены дипломатические отношения на уровне миссий.
- 16 марта 1939 г. — дипломатические отношения прекращены после оккупации Чехословакии Германией.
- 18 июля 1941 г. — восстановлены дипломатические отношения с правительством Чехословакии в Лондоне на уровне миссий.
- 28 сентября 1942 г. — миссии преобразованы в посольства.
- 1 января 1993 г. — установлены дипломатические отношения с Чехией.

## Список послов
| Срок полномочий                   | Посол                                   | Годы жизни | Вручение верительных грамот | Комментарии                                                                   |
| --------------------------------- | --------------------------------------- | ---------- | --------------------------- | ----------------------------------------------------------------------------- |
| СССР                              |                                         |            |                             |                                                                               |
| 9 декабря 1922 — 14 февраля 1923  | Павел Николаевич Мостовенко             | 1881—1938  |                             | Дипломатический представитель                                                 |
| 14 февраля 1923 — 3 марта 1924    | Константин Константинович Юренёв        | 1888—1938  |                             | Дипломатический представитель                                                 |
| 1924                              | Отто Христианович Ауссем                | 1875—1929  |                             | Дипломатический представитель                                                 |
| 21 июня 1924 — 13 декабря 1928    | Владимир Александрович Антонов-Овсеенко | 1883—1938  |                             | Дипломатический представитель                                                 |
| 2 марта 1929 — 4 июня 1933        | Александр Яковлевич Аросев              | 1890—1938  |                             | Дипломатический представитель                                                 |
| 4 июня 1933 — 16 марта 1939       | Сергей Сергеевич Александровский        | 1889—1945  | 18 июля 1934                | Дипломатический представитель до 9 июня 1934, затем полномочный представитель |
| 24 октября 1943 — 6 января 1945   | Виктор Захарович Лебедев                | 1900—1968  | 18 января 1944              |                                                                               |
| 22 марта 1945 — 7 марта 1948      | Валериан Александрович Зорин            | 1902—1986  | 5 апреля 1945               |                                                                               |
| 7 марта 1948 — 26 октября 1951    | Михаил Александрович Силин              | 1904—1980  | 1 апреля 1948               |                                                                               |
| 26 октября 1951 — 7 июля 1952     | Анатолий Иосифович Лаврентьев           | 1904—1984  | 16 ноября 1951              |                                                                               |
| 7 июля 1952 — 23 января 1954      | Александр Ефремович Богомолов           | 1900—1969  | 9 июля 1952                 |                                                                               |
| 23 января 1954 — 23 августа 1955  | Николай Павлович Фирюбин                | 1908—1983  | 28 января 1954              |                                                                               |
| 11 декабря 1955 — 20 февраля 1960 | Иван Тимофеевич Гришин                  | 1911—1985  | 21 января 1956              |                                                                               |
| 20 февраля 1960 — 8 апреля 1965   | Михаил Васильевич Зимянин               | 1914—1995  | 3 марта 1960                |                                                                               |
| 13 апреля 1965 — 27 апреля 1973   | Степан Васильевич Червоненко            | 1915—2003  | 5 мая 1965                  |                                                                               |
| 27 апреля 1973 — 6 февраля 1980   | Владимир Владимирович Мацкевич          | 1909—1998  | 2 мая 1973                  |                                                                               |
| 6 февраля 1980 — 26 апреля 1984   | Александр Платонович Ботвин             | 1918—1998  | 20 февраля 1980             |                                                                               |
| 26 апреля 1984 — 14 мая 1990      | Виктор Павлович Ломакин                 | 1926—2012  | 3 мая 1984                  |                                                                               |
| 14 мая 1990 — 29 августа 1991     | Борис Дмитриевич Панкин                 | род. 1931  |                             |                                                                               |
| Российская Федерация              |                                         |            |                             |                                                                               |
| 25 декабря 1991 — 4 ноября 1996   | Александр Александрович Лебедев         | 1938—2019  |                             |                                                                               |
| 12 ноября 1996 — 9 сентября 2000  | Николай Тимофеевич Рябов                | род. 1946  |                             |                                                                               |
| 27 ноября 2000 — 11 марта 2004    | Игорь Сергеевич Савольский              | 1943—2020  |                             |                                                                               |
| 11 марта 2004 — 30 августа 2010   | Алексей Леонидович Федотов              | род. 1949  | 5 апреля 2004               |                                                                               |
| 30 августа 2010 — 19 февраля 2016 | Сергей Борисович Киселёв                | род. 1947  | 16 ноября 2010              |                                                                               |
| 19 февраля 2016 — настоящее время | Александр Владимирович Змеевский        | род. 1957  | 22 марта 2016               |                                                                               |